# Ahmet Cevdet Pașa
Ahmet Cevdet Pașa (n. 22 martie 1822, Loveci, Imperiul Otoman – d. 25 mai 1895, Constantinopol, Imperiul Otoman) a fost un important om politic, istoric și jurist  otoman din secolul al XIX-lea.
A scris tratatul de drept, denumit Mecelle, în care, printr-o limbă clară, interpretează jurisdicția islamică prin principiile occidentale.  În decursul vieții politice a fost de cinci ori ministrul justiției, de două ori ministrul fundațiilor pioase, o dată ministrul de interne și o dată ministrul comețului și agriculturii. Mare parte a legilor și instituțiilor fondate în perioada sa, au fost rezultatul eforturilor sale. A scris și o istorie a Imperiului Otoman în 12 volume cunoscută ca Istoria Cevdet Tarih−i Cevdet. Între anii 1855-1865 a fost cronicarul oficial al statului.  În acestă funcție Ahmet Cevdet a scris Tezakir-i Cevdet în care sunt prezentate evenimentele politice ale vremii. Ahmet Cevdet este autorul primei cărți de gramatică a limbii turce, în turcă Kavaid-i Osmâniyye. Cea mai cunoscută lucrare a sa  este Kısas-i Enbiya (Pildele profeților), în care istoria Islamului și istoria tuturor profeților este scrisă într-un limbaj plăcut și pe înțelesul cititorului.

## Viața
Ahmet Cevdet s−a născut în Loveci, Bulgaria de azi, în 1822. Tatăl său,  Ismail Ağa era membru în Consiliul Local iar mama sa Ayșe Sümbül era din familia Topuzoğlu l din Loveci. Numele său adevărat este Ahmet, supranumele de Cevdet îi este dat de poetul Süleyman Fehmi Efendi în 1843 pe când se afla la studii la Istanbul.

### Educația
După școala primară din Loveci,  Ahmet cu ajutorul bunicului său, Hacı Ali Efendi în 1839  este înscris la Madrasa-ul Fatih. Pe lângă educația clasică de madrasa a mai fost interesat de matematică, astronomie, istorie și geografie. În vacanțe a urmat lecții de limbă persană luate la tekke -ul lui Molla Murad și a reușit să termine de citit opera lui Mevlana Mathanawî. Mare parte a poeziilor sale au fost scrise în această perioadă. În timpul studenției a predat ca profesor și a scris câteva cărți.

### Funcționar
În 1844  a absolvit și este numit în funcția de cadiu de Rumelia, dar acestă numire era numai pe hârtie așa că nu a plecat din Istanbul să preia funcția. În 1845 primește dreptul de a preda la madrasalele din Istanbul.  Este propus de  Marele Muftiu să-l ajute pe Marele Vizir Reșid Pașa să  scrie noile legi. În acestă perioadă începe să se ocupe și de educația copiilor Marelui Vizir.  Ahmet Cevdet începe să fie interesat de politică și învață limba franceză. În 1848 este trimis la București pentru o lună după care merge la tratament la Bursa. În acest timp scrie cartea de gramatică a limbii turce și  statutul primei firme pe acțiuni din  Turcia, Șirket-i Hayriye.  Împreună cu prietenul Kececizade Fuad Pașa revizuiește cartea de gramatică care va fi folosita drept manual de gramatică pentru următorii 50 de ani. Cartea este tradusă în germană (1855), arabă (1866), bulgară și croată. Pe 13 august 1859 este numit director al Școlii de profesori. Aici reformează instituția, metodele de admitere și tipurile de examinare. În acest timp scrie și o carte cu informații religioase pentru  școlile secundare.  Sultanul Abdulmecit înființează în 1851 o academie după modelul francez iar Ahmet Cevdet este ales drept membru permanent al acesteia.  Academia nou înființată hotărăște să se scrie o istorie a Imperiului otoman iar lui Ahmet Cevdet i se dă să scrie despre perioada 1774-1826. În acest timp Imperiul otoman trece printr-o perioadă intensă de reforme și Ahmet Cevdet este trimis în Egipt. Cu toate greutățile, Ahmet Cevdet reușește să termine în 1854 de scris istoria, pe care o prezintă sultanului.  Drept răsplată  primește gradul de Suleymanie, reușind astfel să intre în  grupa marilor învățați. În anul 1855 Ahmet Cevdet este numit în funcția de istoric oficial al statului, funcție pe care o va deține timp de zece ani. În acestă perioadă a scris Istoria Cevdet în 12 volume, ultimul volum fiind tipărit în 1866.  În același timp a mai scris și Tezakir-i Cevdet în care prezintă evenimentele politice ale vremii.

### Căsătoria
În anul 1856 Ahmet Cevdet  se căsătorește cu Rabia Adviyye cu care are trei copii: Ali Sedad cunoscut logician, Fatma Aliye, prima femeie care a scris un roman în limba turcă, și Emine Semiyye, educată în Europa, inspector școlar în Salonic .

### Cadiu
În anul 1856 este numit cadiu de Galata, iar în același an este numit cadiu de Mecca. În același an este numit în Comisia Meclis-i Ali-i Tanzimat care avea ca scop scrierea de legi. În 1861 se reîntoarce la Istanbul în funcția de cadiu. În acest timp traduce celebra carte alui Ibn Haldun Prolog-Muqqadima. Comisia Meclis-i Ali-i Tanzimat este transformată în Meclis-i Ahkam-ı Adliyye iar Ahmet Cevdet scrie regulamentul de funcționare al comisiei. În anul 1863 este numit în funcția de Kadıasker (judecător militar) al Rumeliei și este trimis să inspecteze provincia Bosnia. După un an și jumătate petrecut acolo este trimis la Kozan.
Este medaliat cu Medalia Osmaniye - Gradul Doi. Până la el niciun membru al clasei de ulemale nu primise acestă medalie. Următoarea funcție ar fi fost aceea de Mare Muftiu, dar Sultanul Abdulaziz îl face pașă. 

### Pașă
Ahmet Cevdet este trimis ca guvernator de Allepo, Siria pentru o perioadă de doi ani.  La Allepo începe să tipărească un ziar, intitulat Firat.  În anul 1868 este numit șef al Curții de Casație Divan-ı Ahkam-ı Adliye. În acestă funcție încearcă să reformeze sistemul în funcție de nevoi.  Ali Pașa dorea ca Codul Civil francez să fie tradus și aplicat în imperiu, dar Ahmet Cevdet nu era de aceeași părere și credea că ar trebui să fie compilate și standardizate regulile jurisprudenței hanefite.  Ahmet Cevdet împreună cu colaboratorii săi constituie o asociație Mecelle Cemiyeti. Ahmet Cevdet Pașa compilează regulile din Coran și le dă forma unor legi pe care le adună în Mecelle. În timp ce scria volumul al V-lea este numit guvernator de Bursa iar în timpul scrierii celui de al-VIII-lea volum este numit guvernator de Maraș, dar de fiecare dată, după câteva zile, este retras la centru și își continuă munca pentru Mecelle.  În 1874 este numit Ministrul Educației. În acestă funcție Ahmet Cevdet elaborează pentru prima dată în istorie o programă școlară unitară de la ciclul inferior până la cel superior.  Reușește să deschidă o școală primară modernă în curtea Moscheii Nuruosmaniye. În acest timp Ahmet Cevdet scrie manuale de literatură, gramatică și logică. În anul 1874 este numit în funcția de guvernator în Yanya, Albania, dar după șapte luni revine ca Ministrul Justiției. Reușește să transfere  judecătoriile comerciale la ministerul Justiției. Pentru prima dată sunt adunate și tipărite legile otomane sub numele de Düstür. Scrie Seride-i Mehakim, un manual ajutător pentru judecători. După detronarea lui Abdulaziz (1876) Ahmet Cevdet rămâne fără protector și este trimis să inspecteze revolta bulgară. Vorbitor de limba bulgară reușește să rezolve problemele locale.  Este numit ministru la justiție și educație. Scrie cel de al XVI-lea volum al Mecelle. În 1878 este numit guvernator al Siriei și reușește să oprească revolta din Kozan, iar la reîntoarcere este numit  Ministru al Comerțului și Agriculturii.  În 1880 reușește să deschidă Școala de Drept Mekteb-i Hukuk la care a și predat. În 1882 se retrage din viața publică și se dedică scrisului, dar în 1886 este numit ministrul justiției funcție pe care o va deține pentru patru ani. Restul vieții îl va dedica familiei și scrisului, petrecându-l în vila sa de pe malul Bosforului la Bebek. 
Ahmet Cevdet Pașa moare pe 26 mai 1895 și este înmormântat în curtea Moscheii Fatih. 

## Opere
- Tarih-i Cevdet, 12 volume
- Kısas-ı Ebbiya: 12 părți
- Tezakir-i Cevdet: prezintă evenimentele politice ale vremii
- Ma′ruzat: Este scrisă pentru Sultanul Abdulhamit al II-lea și prezintă evenimentele politice din perioada 1839-1876.
- Mecelle
- Divançe-i Cevdet: Au fost adunate poeziile din tinerețe la ordinul Sultanului Abdulhamid al II-lea.
- Kavaid-i Osmaniye: Manual de gramatică a limbii turce.